# Johann Peschel
Johann Peschel (XVII/XVIII w.), od 1702 przełożony Wyższego Urzędu Poczty we Wrocławiu. 
Stanowisko przejął po von Michalovsky’m, usuniętym z urzędu za nieumiejętne gospodarowanie finansami poczty śląskiej. Głównym zadaniem postawionym Peschelowi było przeprowadzenie reformy śląskiej. Peschel szybko zyskał opinię dobrego administratora, a szybko i sprawnie przeprowadzone reformy przyniosły mu rozgłos. Przyczynił się także do znacznego unowocześnienia funkcjonowania poczty. W 1721 roku został powołany do rady Kamery Królewskiej.